# Lanouée
Lanouée (bret. Lannoez) – miejscowość i dawna gmina we Francji, w regionie Bretania, w departamencie Morbihan. W 2013 roku populacja ówczesnej gminy wynosiła 1817 mieszkańców. 
W dniu 1 stycznia 2019 roku z połączenia dwóch ówczesnych gmin – Les Forges oraz Lanouée – powstała nowa gmina Forges de Lanouée. Siedzibą gminy została miejscowość Lanouée. 